# Siculeni
Siculeni là một xã thuộc hạt Harghita, România. Dân số thời điểm năm 2002 là 6906 người.